# Glaube und Heimat (Zeitung)
Glaube und Heimat (eigene Schreibweise: GLAUBE+HEIMAT) ist eine Wochenzeitung in Mitteldeutschland für die Evangelische Kirche in Mitteldeutschland und die Evangelische Landeskirche Anhalts; Erscheinungsgebiet ist Thüringen und Sachsen-Anhalt. Die Redaktion ist in Weimar und in Magdeburg ansässig.

## Geschichte
Glaube und Heimat gehört zu den ältesten evangelischen Kirchenzeitungen in Deutschland. Die erste Ausgabe erschien am 15. April 1924. 
Nachdem die Zeitung 1931 vom Verbot der Kirchenleitung parteipolitischer Stellungnahme auf der Kanzel und bei Gesprächen in der Gemeinde berichtete, wurde 1933 die Machtübernahme Adolf Hitlers und die Propaganda der NSDAP befürwortet. In den Folgejahren glich sich die Zeitung inhaltlich der antisemitischen, nationalistischen und kriegsbefürwortenden Staatsdoktrin an, wobei aber auch kircheninterne Konflikte und Widerstand gegen die Kirchenleitung thematisiert wurden. So erschien im April 1941 ein Leitartikel Lebensbringer!, in dem es hieß: „Noch liegt die Natur erstorben vor uns. Noch ragen die Bäume kahl und schwarz gen Himmel […] Die das gottgewollte Leben verneinenden Juden treten das erstemal uns unverhüllt entgegen. Solche Bilder, die uns die dunkle Macht des Todes offenbaren, könnten wir weiter nachzeichnen. […] Die Fahnen grüßen am 20. April den Neuerwecker deutschen Lebens und wir grüßen ihn mit aus dankbarem Herzen. Die Totengräber Deutschlands sind durch seine mannhafte Tat verschwunden.“
Wenige Wochen später wurde die gesamte deutsche Kirchenpresse zwangsweise stillgelegt. Die vorläufig letzte, aus nur einem Blatt bestehende Ausgabe erschien am 1. Juni 1941, ohne dass das Ende der Zeitung explizit angekündigt wurde. Am 21. April 1946 erschien die erste Ausgabe nach dem Zweiten Weltkrieg.
Herausgeber ist der Evangelische Presseverband Mitteldeutschland in Magdeburg. Die Wochenzeitung wird im Wartburg Verlag mit Sitz im Evangelischen Medienhaus in Weimar verlegt.
Seit 1998 steht Glaube und Heimat in Kooperation mit der sächsischen Kirchenzeitung Der Sonntag.
2009 schlossen sich die Kirchenzeitung Die Kirche für Anhalt und für die Evangelische Kirche der Kirchenprovinz Sachsen (im Verbreitungsgebiet Sachsen-Anhalt) und Glaube und Heimat für die Evangelisch-Lutherische Kirche in Thüringen zusammen – auch als Folge der Vereinigung der Landeskirchen zur Evangelischen Kirche in Mitteldeutschland.
Im Mai 2014 feierte die Zeitung ihr 90-jähriges Bestehen, Festrednerin war Thüringens Ministerpräsidentin Christine Lieberknecht. Das hundertjährige Zeitungsjubiläum feierte die Redaktion mit vielen Aktionen und Veranstaltungen, die Festveranstaltung fand im Deutschen Nationaltheater Weimar statt.

## Inhalt
Glaube und Heimat veröffentlicht wöchentlich aktuelle Berichte, Reportagen und Interviews aus dem kirchlichen und kulturellen Leben Thüringens und Sachsen-Anhalts. Auch berichtet sie über die Evangelische Kirche in Deutschland, andere Landeskirchen und die weltweite Ökumene. Regelmäßige Rubriken sind biblische Betrachtungen, die Kirchenkarikatur, Tipps und Veranstaltungstermine.

## Chefredakteure
Liste der Chefredakteure (frühere Bezeichnung: Schriftleiter)
- 1924 – September 1929: Gustav Schröer (Schriftsteller, Erfurt)
- 1929 – November 1932: Ernst Otto (Pfarrer, Eisenach)
- 13. November 1932 – Oktober 1933: Lothar Thomas (Pfarrer, Eisenach)
- Dezember 1933 – Januar 1941: Wilhelm Bauer (Studienrat, Eisenach)

Nach der Wiedergründung
- 1946–1956: Hans Waldmann (Pfarrer, Jena)
- 1956–1981: Herbert von Hintzenstern (Pfarrer, Kirchenrat, Weimar)
- 1982–1990: Gottfried Müller (Pfarrer, Kirchenrat, Jena)
- 1990–2007: Christine Lässig (Pfarrerin, Weimar)
- 2007–2012: Martin Hanusch (Theologe, Weimar/Magdeburg)
- 2012–2015: Dietlind Steinhöfel (ord. Prädikantin, Weimar)
- seit 1. Oktober 2015: Andreas Willi Wild (Journalist)[14]

## Zeitungsname
Den Titel der Kirchenzeitung schlugen Vikare aus dem Altenburger Land im Jahr 1924 bewusst angelehnt an das gleichnamige Theaterstück des österreichischen Schriftstellers Karl Schönherr aus dem Jahr 1910 vor, das auch als Stummfilm Glaube und Heimat im Jahr 1921 auf die Leinwand kam. Darin wird die gewaltsame Vertreibung von etwa 30.000 evangelischen Christen aus ihrer Heimat, dem katholischen Zillertal, im Jahr 1837 thematisiert.

## Publikationen
- Evangelische Publizistik konkret – Die Kirchenzeitung „Glaube+Heimat“, Aufsatz-Sammlung (S. 129–251) in: Reinhard Mawick, Willi Wild: Evangelische Publizistik – wohin? Geschichte, Beispiele und Zukunft kirchlicher Medienarbeit. Wartburg Verlag, Weimar 2024, ISBN 978-3-86160-595-9.

Anlässlich des hundertjährigen Jubiläums von „Glaube und Heimat“
- Dietlind Steinhöfel: Zeitreise  100 Jahre Kirchenzeitung – Eine Dokumentation. 54 Seiten, Format A5, Wartburg Verlag, Weimar 2025, ISBN 978-3-86160-598-0.

## Varia
- Michael von Hintzenstern war 42 Jahre für Glaube und Heimat als Redakteur tätig.
- Die verkaufte Auflage betrug 8.261 Exemplare im dritten Quartal 2017.[18]